# Karol Drzewiecki (tenisista)
Karol Drzewiecki (ur. 1 listopada 1995 w Gorzowie Wielkopolskim) – polski tenisista, medalista mistrzostw Polski.

## Kariera tenisowa
Od 2012 roku występuje w turniejach rangi ITF. W 2018 roku wygrał pierwszy turniej rangi ATP Challenger Tour w Szczecinie, gdzie, występując z dziką kartą, w parze ze Słowakiem Filipem Poláškiem pokonali w finale debel Guido Andreozzi–Guillermo Durán.
W 2025 roku zadebiutował w deblu w parze z Piotrem Matuszewskim w turniejach Wielkiego Szlema French Open 2025 oraz w Wimbledon 2025. W obu odpadli w pierwszej rundzie. W obu występowali jako para w zastępstwie po wycofaniu się zawodników zakwalifikowanych do turnieju.
W rankingu gry pojedynczej najwyżej był na 820. miejscu (3 grudnia 2018), a w klasyfikacji gry podwójnej na 83. pozycji (05 maja 2025).

### Zwycięstwa w turniejach rangi ATP Challenger Tour w grze podwójnej
| Końcowy wynik | Nr | Data              | Turniej   | Nawierzchnia  | Partner              | Przeciwnicy                     | Wynik finału       |
| ------------- | -- | ----------------- | --------- | ------------- | -------------------- | ------------------------------- | ------------------ |
| Zwycięzca     | 1. | 15 września 2018  | Szczecin  | Ceglana       | Filip Polášek        | Guido Andreozzi Guillermo Durán | 6:3, 6:4           |
| Zwycięzca     | 2. | 24 listopada 2018 | Andria    | Twarda (hala) | Szymon Walków        | Marc-Andrea Hüsler David Pel    | 7:6(10), 2:6, 11–9 |
| Zwycięzca     | 3. | 8 marca 2020      | Monterrey | Twarda        | Gonçalo Oliveira     | Orlando Luz Rafael Matos        | 6:7(5), 6:4, 11-9  |
| Zwycięzca     | 4. | 5 września 2021   | Manacor   | Twarda        | Sergio Martos Gornés | Fernando Romboli Jan Zieliński  | 6:4, 4:6, 10–3     |